# إتش تي سي تايتن
إتش تي سي تايتن (بالإنجليزية: HTC Titan) هو هاتف ذكي من إتش تي سي يعمل بنظام ويندوز فون.

## الخصائص
- نظام التشغيل: ويندوز فون
- الكاميرا الأمامية: 8 ميجابكسل
- الكاميرا الخلفية: 1.3 ميجابكسل
- الشاشة: شاشة لمس إل سي دي
- الوزن: 160 غرام
- المعالج: 1.5 جيجا هرتز

## وصلات خارجية
- الموقع الإلكتروني